# Nuclear Family (2021)
Nuclear Family ist ein US-amerikanisch-singapurischer Dokumentarfilm der Regisseure Erin Wilkerson und Travis Wilkerson aus dem Jahr 2021. Der Film feierte am 12. Februar 2022 auf der Berlinale in der Sektion Forum seine europäische Premiere.

## Inhalt
Der Regisseur Travis Wilkerson war als Sohn von Atomkraftgegnern seit seiner Kindheit von den Schreckensbildern des Atomkriegs bedroht, die zu jahrelangen Albträumen führten. Archivbilder machen die Angst seiner Mutter vor dem Kalten Krieg und ihren Antikommunismus erfahrbar, auch der Tod seines Vaters steht in einem politischen Zusammenhang: Er war ehemaliger Vietnam-Kämpfer und starb an den Spätfolgen von Agent Orange.
Vor diesem Hintergrund unternimmt Wilkerson mit seiner Frau und seinen drei Kindern eine Reise zu den Atomteststationen im Westen der Vereinigten Staaten. In diesem Roadmovie erleben die Protagonisten bei Camping, Baseball, Minigolf und Schwimmen, wie Vernichtung, Völkermord und Krieg in die besuchten Landstriche eingeschrieben sind. Erinnerungen an die Massaker an den Native Americans überlappen sich mit den apokalyptischen Erlebnissen: So lässt Wilkerson ein Ritual zum Gedenken an diejenigen entstehen, die wegen radioaktiver Belastung ihre Heimat verlassen mussten. In einer Analogie verbindet er dies mit der Geschichte der ursprünglichen Bewohner des Mesa-Verde-Gebiets im 12. Jahrhundert. Nuklearwaffenprogramm und Massaker werden in einem persönlichen Statement von Wilkerson aus dem Off als „Finger zweiter gefalteter Hände“ begriffen. Auf dem Weg zu Raketenbunkern, ehemaligen Schlachtfeldern, Nationalparks und Denkmälern, Militärakademien und sogar Campingplätzen, die auf Atomraketen errichtet wurden, bringt die Familie das Banale mit dem Undenkbaren zusammen.
Wilkersons Statements in Voice-Over-Technik vermischen ebenso wie die Bilder Privates und Politisches. Der komische Aspekt wird im Lauf des Filmes stärker: So erzählt Wilkerson etwa in einer Szene, dass es eine Rakete gab, die nach Emma Goldman, der bekannten feministischen Anarchistin, benannt war. Am Ende bleibt die Verantwortung, die zu politischem Engagement führen kann.

## Hintergrund
Regie führten Erin Wilkerson und Travis Wilkerson, von denen auch das Drehbuch stammt.  Die Musik komponierte If Thousands und für den Schnitt war Travis Wilkerson verantwortlich. Produziert wurde der Film von der Creative Agitation, die Erin und Travis Wilkerson gegründet haben.
In wichtigen Rollen sind Matilda Jane Wilkerson, Erin Wilkerson und Travis Wilkerson zu sehen. Am 27. August 2021 war der Film in Chile im Rahmen des Festival Internacional Cine Documental ARICADOC online zu sehen. Am 8. Oktober 2021 lief er in Japan auf dem Yamagata International Documentary Film Festival und am 22. November 2021 in Argentinien auf dem Mar del Plata Film Festival. Am 12. Februar 2022 feierte er auf der Berlinale in der Sektion Forum seine europäische Premiere.
Travis Wilkerson bezeichnete den Film als „Komödie über den Atomkrieg“. Er habe einen Film drehen wollen, der ernst sei, ohne sich selbst zu ernst zu nehmen.

## Auszeichnungen und Nominierungen
2021: Yamagata International Documentary Film Festival: Nominierung für den Robert and Frances Flaherty Prize für den besten Dokumentarfilm